# 离散程度
在统计学里，离散程度（英語：statistical dispersion，scatter，spread）或离散度，又稱统计变异性（statistical variability），简称 變異、變差（variation）、变率，是指一个分布或随机变量的拉伸或压缩程度。习惯上，“离散”常用来描述数据分布，而“變異”（指：變異數、方差）更常用来描述随机变量的变异程度。用以描述离散程度或變異的量主要有方差、標準差、變異系数和四分位距等。
离散程度与集中趋势相对，因此，离散度就是指各个变量值与集中趋势的偏离程度。

## 衡量
衡量离散程度的值，通常是非负实数：当衡量值取零时，表示分布集中在同一个值上；随着衡量值的增加，随机变量的取值越来越分散。
部分描述离散程度的量是带单位的，并且，这些量的单位与随机变量本身的单位相同。也就是说，如果随机变量的单位是米或秒，则这些量的单位也是米或秒。这些量举例如下：
- 标准差
- 四分位距
- 全距
- 平均绝对偏差（英语：Mean_absolute_difference）
- 绝对差中位数（英语：Median_absolute_deviation）
- 平均差
- 间隔关系（英语：Distance_correlation）

此外，也有一些无量纲量：
- 變異係數
- 四分位離散係數（英语：Quartile_coefficient_of_dispersion）
- 基尼系数
- 熵

另外，还有一些带单位的量，但是他们的单位和随机变量本身的单位不同：
- 方差
- 离散指数（英语：Index_of_dispersion）

## 可解释性
变差的可解释性，通常是对于一个随机变量而言的。当观测到随机变量的一些取值（例如训练集中的标签可视作是一个随机变量的一些观测值），需要推断随机变量服从的分布时，就会遇到这个问题。一般而言，推断有限观测值的随机变量服从的分布的过程，即是建立模型的过程。
假设有随机变量{\displaystyle \mathbf {X} }及其服从的真实分布{\displaystyle \mathbf {X} \sim D}。则对于该随机变量的观测值，可计算其变差（以方差表示）{\displaystyle {\text{SS}}_{\text{total}}:={\text{Var}}(\mathbf {X} )}；对于分布，亦可计算其变差{\displaystyle {\text{SS}}_{\text{distribution}}:={\text{Var}}(D)}。则{\displaystyle {\text{SS}}_{\text{distribution}}}是相对该随机变量的可解释變異（英语：explainable variation），其余的部分则是不可解释變異（英语：unexplainable variation）。为了衡量不可解释變異，可引入不可解释變異分数（英语：fraction of unexplainable variation）{\displaystyle {\text{FUV}}:=1-{\tfrac {{\text{SS}}_{\text{distribution}}}{{\text{SS}}_{\text{total}}}}}。不可解释變異亦称为统计噪声。
假设{\displaystyle D'}是模型给出的随机变量的分布。则对于该预测分布，我们可以计算器變異（以方差表示）{\displaystyle {\text{SS}}_{\text{model}}:={\text{Var}}(D')}。则{\displaystyle {\text{SS}}_{\text{model}}}是该模型相对该随机变量的已解释變異（英语：explained variation），其余部分则是未解释變異（英语：unexplained variation）。同样，为了衡量未解释變異，可引入未解释變異分数（英语：fraction of unexplained variation）{\displaystyle {\text{FUV}}:=1-{\tfrac {{\text{SS}}_{\text{model}}}{{\text{SS}}_{\text{total}}}}}。